# تشارلي ماركس
تشارلي ماركس (بالإنجليزية: Charlie Marks)‏ (21 ديسمبر 1919 في المملكة المتحدة - 19 يناير 2005) هو لاعب كرة قدم بريطاني (وحمل سابقاً جنسية المملكة المتحدة لبريطانيا العظمى وأيرلندا) في مركز الظهير. لعب مع تونبريدج أنغلز ونادي غيلينغهام وميدستون يونايتد وTooting & Mitcham United F.C. ‏.